# Клер Кинкејд
Помоћница окружног тужиоца Клер Кинкејд је измишљени лик у телевизијској серији Ред и закон који је тумачила Џил Хенеси од 1993. до 1996. године. Она се појавила у 69 епизода (68 епизода серије Ред и закон и епизоди "За Бога и државу" серије Одељење за убиства: Живот на улици).

## Преглед лика
Кинкејдова је уведена у епизоди "Гледаност" као помоћница окружног тужиоца у тужилаштву на Менхетну. Приказана је као идеалисткиња, гласна феминисткиња, и агностичарка која нема никаквих привида према свом послу. Она је гласна за слободан избор, против казне смрти и има помешана осећања у вези дроге. Ти политички погледи често долазе у сукоб са правосудним саставом. Дипломирала је на Правном факултету "Харвард" где јој је очух Мек Гелер (Лен Карио) био један од професора.
Указано је током пете и шесте сезоне да су Кинкејдова и извршни ПОТ Џек Мекој (Сем Вотерстон) спавали. Међутим, то није јавно потврђено све до 9. сезоне, дуго пошто је њен лик исписан из серије.

## Значајне епизоде
Током своје прве сезоне у серији, њој је ортак био извршни ПОТ Бен Стоун (Мајкл Моријарти). Током једног суђења за силовање, он је запретио да ће јој дати отказ јер му није пренела кључни податак који је сазнала док је разговарала са сведоком, а који је на крају искрсао на суду што је могло да угрози случај. Стоун се на крају смирио и одбио да прихвати њен отказ јер је и он једном раније у каријери направио кључну грешку. Током једног случаја, Кинкејдова је била дала отказ када се открило да су она и судија ког је тужилаштво гонило некад били љубавници чиме је могла да угрози случај.
Пошто је Стоун дао отказ у тужилаштву, њој је ортак постао Џек Мекој (Сем Вотерстон), нови извршни ПОТ. Током две сезоне током којих су били заједно, она и дрски, способни Мекој су се често сукобљавали око друштвених и политичких мишљења у вези парничких стратегија, а и Мекојевих склоности да иде до крајњих граница закона како би обезбедио осуду. Њих двоје су на крају оформили близак однос, мада је у неколико епизода алудирано и да су љубавници.
У епизоди "Последица", Кинкејдова је погинула баш када је разматрала да напусти тужилаштво. Са њом се сударио пијани возач док је возила пијаног Ленија Бриска (Џери Орбак) кући из кафане. Мекоја је прогонила њена смрт што се видело по његовој напетости, правним напорима да се осуди пијани возач који су доведени под знак питања. и огорченошћу кад су га испитивали у вези околности њене смрти. После њене смрти, Бриско је поново ушао у Неименоване алкохоличаре и остао трезан до краја живота. Наговештено је да је осећао да је његово пијанство узрок њене смрти.
У епизоди "Корпус деликти" у 6. сезони, Кинкејдову је тумачила једнојајчана сестра близнакиња Џил Хенеси Џеклин у неким призорима у суду јер је Џил снимала у Балтимору унакрсну епизоду са серијом Одељење за убиства: Живот на улици која је емитована пар недеља касније. Џеклин Хенеси није потписана за то тумачење.
Џејми Рос (Кери Ловел) је заменила Кинкејдову на месту Мекојеве помоћнице.

## Иза сцене
Лик Кинкејдове је отписан пошто је Хенесијева изразила забринутост јер јој лик постаје "напети правник". Кинкејдова је првобитно требало да буде приказана као непокретна и да је напустила тужилаштво како би се посветила личној пракси после догађаја у епизоди "Последица". На крају је то промењено у смрт Кинкејдове што није званично потврђено до 9. сезоне. Хенесијева је одбила тврдње да није хтела да се врати у наредној епизоди: "Јасно сам рекла да желим да се вратим. Од пријатељице која је гледала серију сам сазнала да ми је лик убијен. Она ми је рекла: 'Џил, рекли су да си мртва'. Ја сам била изненађена јер сам одувек хтела да се вратим. Чак и сад би хтела да се вратима у неком бизарном бљеску из прошлости".